# Laseroterapia

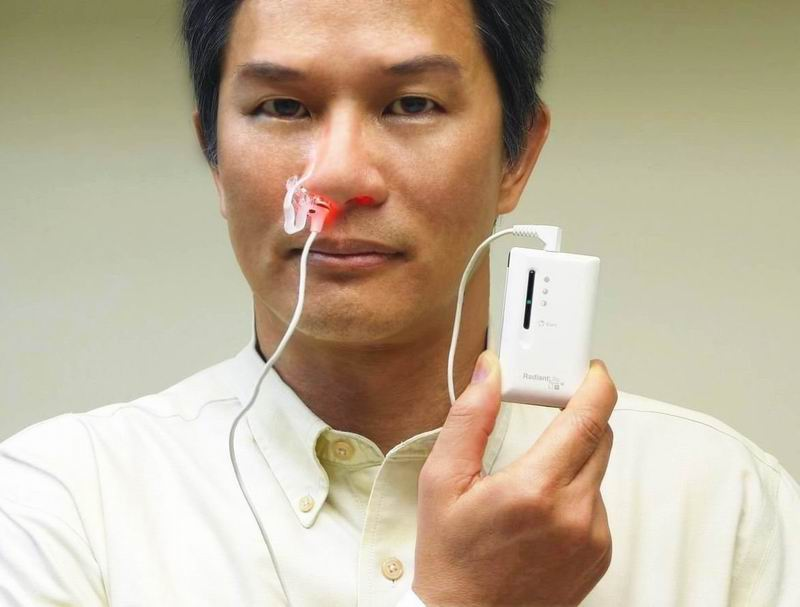
Laseroterapia – napromieniowanie donosowe

Laseroterapia – grupa zabiegów terapeutycznych, w których stosuje się lasery medyczne od ok. 20 lat.
Do laseroterapii wykorzystywane bywają lasery różnego typu, m.in.:
- gazowe, zazwyczaj funkcjonujące w oparciu o CO2;
- półprzewodnikowe, zazwyczaj funkcjonujące w oparciu o GaAs;
- rubinowe.

Stosowane bywają zarówno lasery pracujące w sposób ciągły (z jednakową mocą od włączenia do wyłączenia lasera), jak i impulsowo (wyzwalające serię krótkotrwałych impulsów, o czasie trwania liczonym w pikosekundach lub nawet w femtosekundach).

## Zastosowanie

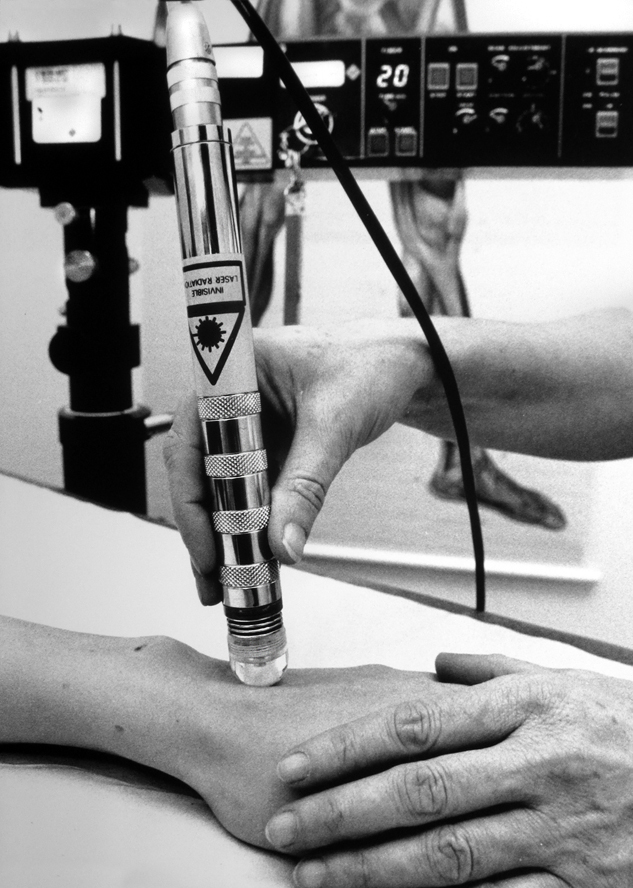
Laseroterapia

Zabiegi laseroterapeutyczne wykonywane są w różnych celach, m.in. do bezkrwawych zabiegów chirurgicznych, w których laser w pewnym sensie zastępuje nóż, w tym także do zabiegów neurologicznych, okulistycznych i stomatologicznych, do koagulacji tkanek, do niszczenia (fotoablacja) chorych tkanek, a także do zabiegów terapii fotodynamicznej z użyciem fotosensybilizatorów (w ciągu kilkugodzinnej ekspozycji na promieniowanie lasera średniej mocy niszczone są te tkanki – np. nowotworowe – które uprzednio wchłonęły fotosensybilizator). Osobną grupę zabiegów laseroterapeutycznych stanowią działania zachowawcze – biostymulacja z użyciem laserów niskoenergetycznych.
Zaletą zabiegów z użyciem lasera jest brak fizycznego kontaktu narzędzia z tkankami leczonej osoby, dzięki czemu praktycznie eliminuje się ryzyko zakażenia, ponadto precyzja zabiegu jest zazwyczaj znacząco wyższa, niż przy użyciu technik klasycznych.

## Laseroterapia w medycynie estetycznej
Obszerne zastosowanie lasery znalazły w medycynie estetycznej. Z ich wykorzystaniem można usunąć: zbędne owłosienie ciała, żylaki, przebarwienia, pozamykać naczynia krwionośne, wygładzić skórę, czy wybielić zęby. W medycynie estetycznej wykorzystuje się lasery, o mniejszej sile, które emitują słabszą wiązkę światła.
Z zabiegów laserowych nie powinny korzystać osoby, które: mają cukrzycę, epilepsję, przyjmują antybiotyki, chorują na choroby nowotworowe lub choroby autoimmunologiczne. Zabieg jest niewskazany również u osób nadwrażliwych na światło oraz kobiet w ciąży i karmiących piersią. W przypadku zabiegów wybielających zęby, nie powinny mieć problemów zdrowotnych z zębami oraz dziąsłami.

## Zabiegi laserowe

### Odmładzanie twarzy
Odmładzanie twarzy – lifting laserowy (dermabrazja laserowa) to jeden z popularniejszych zabiegów, na które decydują się przede wszystkim panie. Z pomocą lasera CO2 lub frakcyjnego usuwane są blizny potrądzikowe oraz zamykane rozszerzone pory. Zabieg trwa od 20 do 60 minut w zależności obszaru jaki ma być poddany działaniu lasera. Zabieg wykonywany jest w znieczuleniu miejscowym bądź dożylnym. Ma to na celu złagodzenie uczucia nieprzyjemnego pieczenia. Podczas zabiegu konieczne jest stosowanie specjalnych okularów chroniących oczy. Idea zabiegu polega na kontrolowanym uszkodzeniu komórek skóry pobudzając ją do produkcji kolagenu i szybszej regeneracji. Kilka najbliższych dni po zabiegu mogą wystąpić zaczerwienienia i niewielkie obrzęki, na tego typu dolegliwości zaleca się okłady z lodu.

### Usuwanie blizn
Usuwanie blizn – do usuwania blizn stosuje się ablacyjny laser frakcyjny, którego wiązka tworzy w skórze mikrouszkodzenia pozostawiając wokół nienaruszoną skórę. Zabieg ten najczęściej wykonuje się w seriach 3 – 5 zabiegów. Efekty widoczne są po ok. 6 tygodniach.

### Laserowe wybielanie zębów
Laserowe wybielanie zębów – metoda BEYOND polega na aktywowaniu specjalnego żelu nałożonego na zęby przez światło akceleratora. Przebarwienia ulegają utlenieniu przy pomocy rozbijających się związków nadtlenku wodoru. Zabieg wymaga stosowania okularów ochronnych. Jama ustna jest dokładnie oczyszczana, a dziąsła zabezpieczane płynną żywicą. Następnie następuje naświetlanie, które trwa ok. 20 minut, dla lepszego rezultatu można kilkukrotnie powtórzyć naświetlanie. Efekt widoczny jest bezpośrednio po zabiegu.

### Laserowe usuwanie owłosienia
Laserowe usuwanie owłosienia – Depilacja laserowa to wygodna i małoinwazyjna metoda pozbywania się niechcianego owłosienia. Przy wykorzystaniu tej metody można pozbyć się włosów z całego ciała, w tym z twarzy. Podczas zabiegu oczy zabezpieczane są przy pomocy specjalnych okularów. Obszar ciała poddawany zabiegowi pokrywany jest żelem chłodzącym, zabezpieczającym zewnętrzną warstwę skóry. Przy pomocy wiązki laserowej niszczone są mieszki włosowe. Po zakończonym zabiegu mogą być odczuwalne pieczenie i lekki ból. W przypadku ich wystąpienia zaleca się stosowanie maści przeciwzapalnych. Dla uzyskania optymalnego rezultatu, zabieg należy powtórzyć od 3 nawet do 7 razy.

### Laserowe zamykanie naczynek
Laserowe zamykanie naczynek – jest to bezbolesny zabieg, którego procedura polega na emisji energii świetlnej docierającej w głąb naczyń krwionośnych, gdzie pochłaniane są przez hemoglobinę. Dzięki wytworzeniu wyższej temperatury naczynka ulegają obkurczeniu i zamknięciu. Po zabiegu należy stosować łagodne kosmetyki przeznaczone do cery naczyniowej oraz preparatów zawierających witaminę K.

### Laserowe usuwanie przebarwień
Laserowe usuwanie przebarwień – laser skierowany na przebarwienie rozbija miejscowo nagromadzona melaninę, w ten sposób umożliwiając usunięcie jej mniejszych fragmentów z organizmu. Przez kilka dni po zabiegu przebarwienia mogą być ciemniejsze, dopiero z biegiem czasu skóra się złuszczy i przebarwienie zniknie.